# 고토부키 루이
고토부키 루이(일본어: 寿 るい, 1989년 4월 26일 ~ )는 일본의 모델이다.